# El Saucejo
El Saucejo est une commune située dans la province de Séville de la communauté autonome d’Andalousie en Espagne.

## Géographie

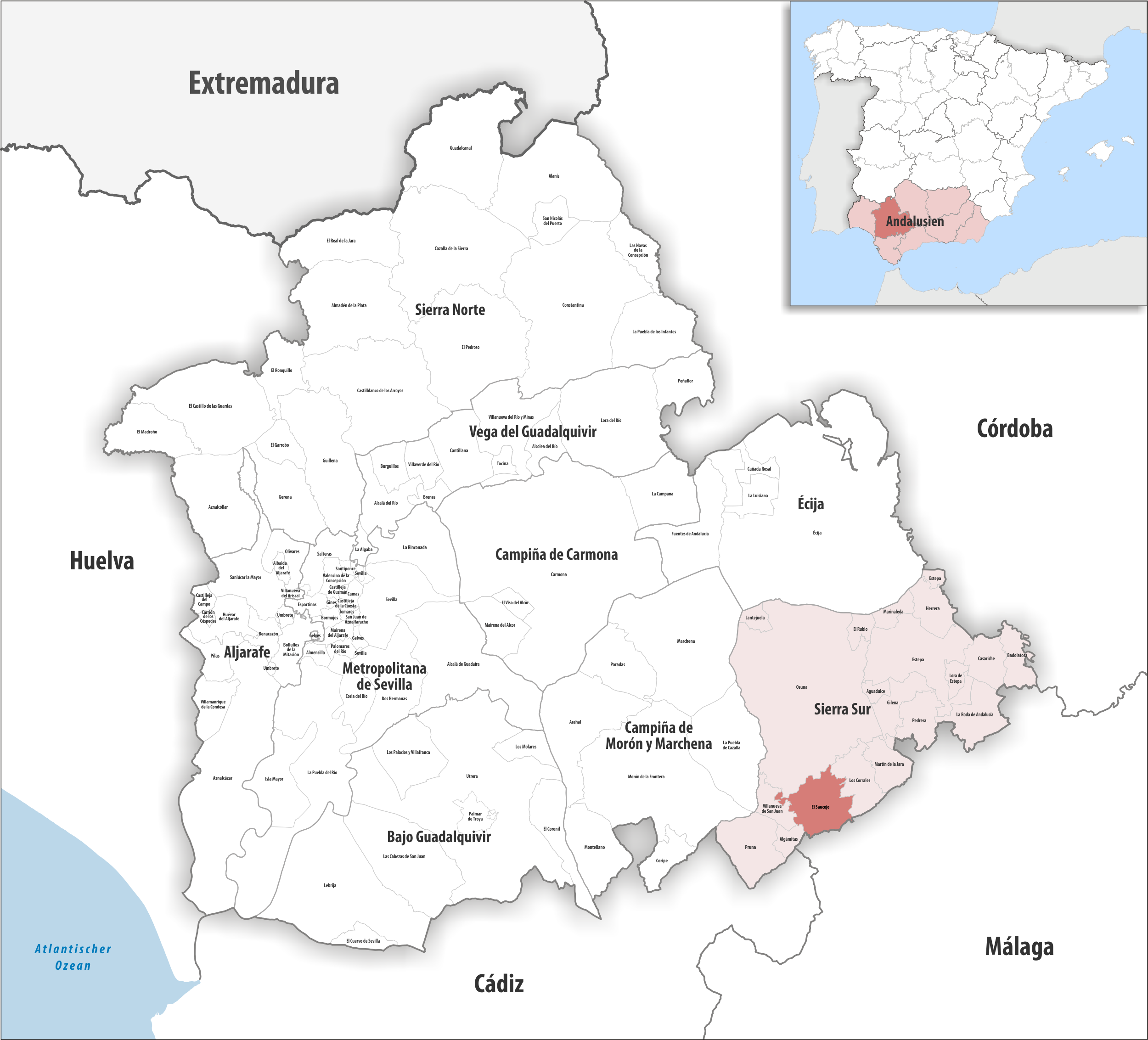
El Saucejo dans la comarque Sierra sud de Séville, province de Séville / en Andalousie

### Localisation
La commune de El Saucejo est dans le sud de la comarque Sierra sud de Séville, dans le sud-est de la province de Séville (Andalousie). Elle jouxte la province de Cadix au sud.
Séville est à 107 km ouest-nord-ouest,
Malaga à 93 km sud-est,
Gibraltar à 183 km sud-sud-ouest.

### Municipalités voisines
Toutes les communes voisines dans la province de Séville sont elles aussi dans la comarque Sierra Sud de Séville.

Pour les communes voisines dans la province de Malaga :
Cañete la Real est dans la comarque de Guadalteba ;
Almargen est dans la comarque de Antequera.

La commune est composée de trois localités : El Saucejo, bourg principal ; Navarredonda (200 habitants)[réf. nécessaire], 500 m à l'est du bourg ; et La Mezquitilla (230 habitants)[réf. nécessaire], 2 km à l'ouest du bourg.

### Climat

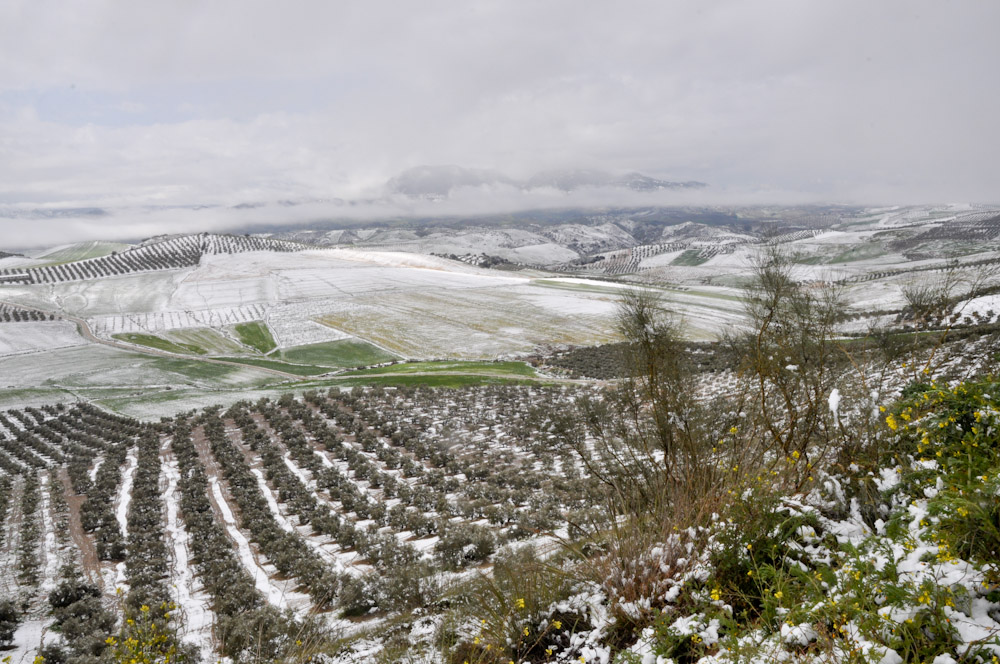
28 février 2013

## Histoire
Le legs archéologique le plus important de la commune est sans conteste les six plaques de bronze de la Lex Irnitana, découvertes en 1981. C'est la copie la plus complète connue (en 2021) des lois régissant un municipe flavien,, donnant de multiples informations sur de très nombreux aspects de la vie à l'époque romaine, le statut des municipes, etc. 
Sur le territoire de la commune se trouve aussi le site archéologique du municipe romain d'Irni (Municipium Flavium Irnitanum).
Une balance romaine provenant de El Saucejo porte deux crochets fixés par des chaînettes, qui servent à suspendre les objets.

## Administration
| Période                                  | Période | Identité | Étiquette | Qualité |
| ---------------------------------------- | ------- | -------- | --------- | ------- |
| N/A                                      | N/A     | N/A      | N/A       | Maire   |
| Les données manquantes sont à compléter. |         |          |           |         |